# Ulsan HD Football Club
El Ulsan HD FC (en coreano: 울산 HD FC) es un club de fútbol profesional situado en Ulsan, Corea del Sur. Juega en la K League 1, máxima categoría del país.
Fue fundado el 6 de diciembre de 1983 como Hyundai Horang-i por iniciativa del conglomerado empresarial Hyundai. Comenzó a competir en el campeonato surcoreano en 1984 y aunque se mantuvo siempre en posiciones altas, no ganó su primera liga hasta 1996. Durante la década de 1980 representó a la provincia de Gangwon, hasta que en 1990 se trasladó a su emplazamiento actual.
El equipo ha sido campeón de la K League 1 en cuatro ocasiones. Su palmarés nacional se completa con una Korean FA Cup, una Supercopa de Corea y cinco Copa de la Liga de Corea. A nivel internacional ha conquistado dos veces la Liga de Campeones de la AFC. Además se ha destacado por reunir en su plantel a algunos de los futbolistas más importantes de la escena surcoreana. Entre ellos están Kim Hyun-seok, Yoo Sang-chul, Lee Chun-soo, Choi Sung-yong, Lee Ho y Seol Ki-hyeon.
El propietario del club es HD Hyundai Heavy Industries, la mayor constructora naval del mundo y parte del grupo Hyundai.

## Historia
Después del éxito de la primera temporada de la Super Liga Coreana, el conglomerado de empresas Hyundai —el más importante del país en cuanto a facturación— se animó a crear un club de fútbol profesional. El Hyundai Horang-i ("tigre" en coreano) se presentó en sociedad el 6 de diciembre de 1983. Para su debut en 1984 se reforzó con talentos emergentes, de la talla de Choi Kang-hee y Baek Jong-chul, consiguió que Huh Jung-moo (con experiencia en Europa) regresara en el ocaso de su carrera y firmó a dos extranjeros: el ghanés George Alhassan (campeón de la Copa de África) y el neerlandés Rob Landsbergen, procedente del PSV Eindhoven. A pesar de ser aspirantes, quedaron en tercera posición. Y la situación se repitió en las siguientes campañas, pues su mayor logro fue la victoria en la copa de la liga de 1986.
Entre 1987 y 1989 representó a la provincia de Gangwon, hasta que en 1990 se trasladó definitivamente a Ulsan, donde la constructora naval Hyundai Heavy Industries tiene su sede. Para relanzarlo, se contrató de entrenador a la antigua estrella Cha Bum-kun y en los cuatro años que estuvo mejoró los resultados, aunque otra vez se quedó a las puertas de ganar algo. Su plantel fue subcampeón en 1991 y tercero en las ediciones de 1992 y 1993. En la temporada 1995 llegó al banquillo Ko Jae-wook, antiguo seleccionador nacional. El nuevo técnico afianzó el trabajo del anterior y después de repetir subcampeonato en su primer año, al siguiente (1996) consiguió que Ulsan Hyundai ganase la primera liga de su historia: fue líder de la primera vuelta y en la gran final derrotó a Suwon Samsung Bluewings (0:1 y 1:3). Su plantilla estaba liderada por el ariete Kim Hyun-Seok (MVP del año) y contaba con nombres destacados como el portero Kim Byung-ji, el lateral Shin Hong-gi y el defensa Yoo Sang-chul.
Después de ese hito, el equipo atravesó una mala racha de resultados de la que no salió hasta principios de la década de 2000. La llegada al banquillo de Kim Jung-nam en el 2000 permitió desarrollar un proyecto a largo plazo. En 2002 y 2003 se logró el subcampeonato, y finalmente en 2005 ganó la segunda liga de su historia: tras clasificarse en tercera posición en la temporada regular, superó la fase por el título derrotando a Seongnam Ilhwa Chunma y, en una final a doble partido, a Incheon United en la tanda de penaltis. El delantero Lee Chun-soo fue el jugador más valioso del curso. Al año siguiente se proclamó campeón de la Copa de Campeones A3.
Ulsan Hyundai logró consolidarse como un serio aspirante al título en años posteriores, aunque no consiguió más títulos que dos copas de la liga en 2007 y 2011. Su mayor logro, sin embargo, se produjo a nivel internacional. Participó en la Liga de Campeones de la AFC 2012, superó la fase de grupos invicto y llegó hasta la final, en la que superó al Al-Ahli saudí por 3:0. En la plantilla, entrenada por Kim Ho-gon, destacaron los nombres de Lee Keun-ho (MVP del torneo), Kim Shin-wook (máximo goleador de su club), el central Kwak Tae-hwi, el mediocentro Lee Ho y el defensor colombiano Estiven Vélez.
En 2013 Ulsan Hyundai se quedó a las puertas del título de liga. A pesar de liderar la clasificación durante buena parte del año, perdió en la última jornada frente a Pohang Steelers y quedó relegado a la segunda posición.
El 19 de diciembre de 2020, se proclamó campeón invicto de la Liga de Campeones de la AFC por segunda vez en su historia, venciendo en la final al  Persépolis Football Club de Irán en el Estadio Al Janoub de la ciudad de Al Wakrah en Catar, con dos goles del Brasileño Júnior Negrão. El equipo quedó 
Primero en su fase de clasificación y se deshizo de equipos como el Melbourne Victory australiano, el Beijing Guoan chino o el Vissel Kobe japonés de Andrés Iniesta. Fue Subcampeón de la K-League y la Korean FA Cup. En la plantilla entrenada por Kim Do-hoon, destacaron los nombres de Júnior Negrão, Bjørn Johnsen, Yoon Bit-garam, Dave Bulthuis o Kim In-sung.
En la temporada 2022, el equipo volvió a ganar la K League 1 tras 17 años. En el torneo siguiente logró defender el título al consagrarse bicampeón con tres fechas de anticipación. En diciembre de 2023, el club fue renombrado como Ulsan HD FC.

## Uniforme
- Uniforme titular: Camiseta azul, pantalón azul, medias azules.
- Uniforme alternativo: Camiseta blanca, pantalón azul marino, medias blancas.

### Proveedores
- 1988–1993: Adidas
- 1994–1996: Prospecs
- 1997: Reebok
- 1998: Adidas
- 1999–2000: ASICS
- 2001–2003: Hummel
- 2004–2005: Kika
- 2006–2009: Adidas
- 2010–2011: Le Coq Sportif
- 2012–2013: Diadora
- 2014–2018: Adidas
- 2018–2021: Hummel
- 2022–presente: Adidas

## Estadio

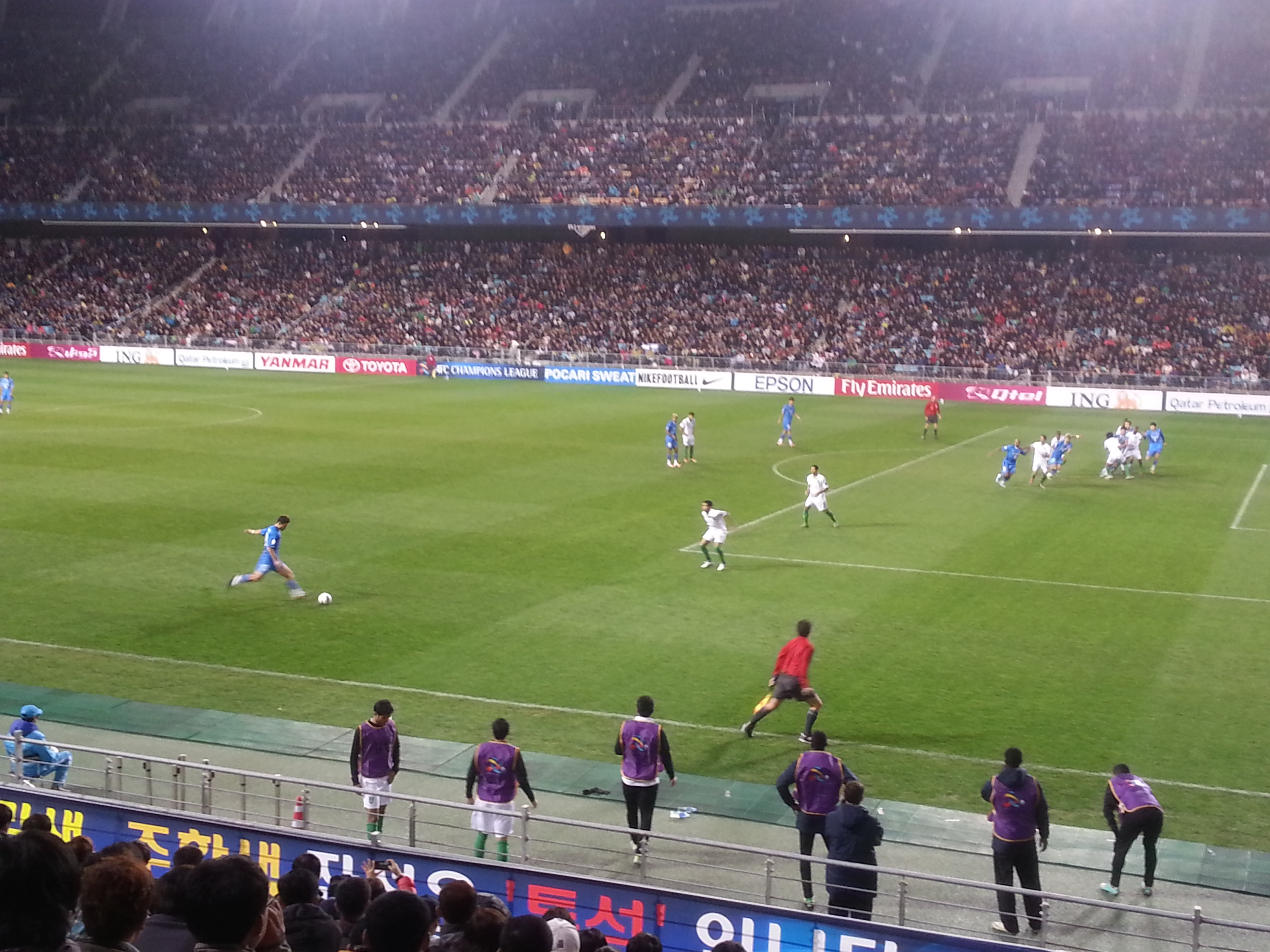
Interior del Estadio de Fútbol Ulsan Munsu durante la final de la Liga de Campeones de la AFC 2012.

El estadio donde el Ulsan Hyundai juega de local es el Estadio Mundialista de Ulsan, también conocido como "Ulsan Munsu". Su césped es natural y cuenta con 44.466 localidades de asiento, la mayoría de ellas cubiertas por un techo. Está diseñado específicamente para albergar partidos de fútbol. En los alrededores hay instalaciones auxiliares y un campo anexo que se usa para los entrenamientos.
El diseño y la construcción corrieron a cargo de la firma surcoreana POSCO. Las obras comenzaron el 18 de diciembre de 1998 y la inauguración oficial tuvo lugar el 28 de abril de 2001, un año antes del Mundial, con un amistoso entre Corea del Sur y Brasil con victoria local por 1:0. Ese mismo año fue sede de la Copa FIFA Confederaciones 2001.
Fue sede de la Copa Mundial de Fútbol de 2002 y albergó tres partidos: Uruguay-Dinamarca (1:2) y Brasil-Turquía (2:1), correspondientes a la fase de grupos, y un Alemania-Estados Unidos (1:0) de cuartos de final. Cuando el evento finalizó, Ulsan Hyundai pudo trasladarse a la nueva instalación.
Ulsan Hyundai no contaba con su propio campo cuando se fundó. Desde 1983 hasta 1987, los participantes de la K League representaban provincias y se disputaban series en las localidades más importantes. Cuando cambió el sistema, el equipo jugó durante tres temporadas en Chuncheon, Gangneung y Wonju, todos ellos en la provincia de Gangwon. En 1990 se produjo el traslado a Ulsan y se asumió una localía fija en el Estadio Municipal de Ulsan, con aforo para 20.000 espectadores y que sirvió hasta 2001, año en que fue demolido. En 2005 se reconstruyó y actualmente es la sede del otro equipo de la ciudad, el Ulsan Hyundai Mipo Dolphin.

### Historial de estadios
- 1987 a 1989: Estadio de Chuncheon (Chuncheon), Estadio de Gangneung (Gangneung) y Estadio de Wonju (Wonju)
- 1990 a 2001: Estadio Municipal de Ulsan (Ulsan)
- Desde 2002: Estadio de Fútbol Ulsan Munsu (Estadio Mundialista de Ulsan)

## Datos del club
- Temporadas en K League 1: 31

Debut: Temporada 1984
Mejor posición: 1.º (dos ocasiones, la última en la temporada 2005)
Peor posición: 10º (temporada 2000, colista)
Descensos: Ninguno
- Participaciones en la Liga de Campeones de la AFC: 11

Mejor posición: Campeón (temporada 2020)
- Participaciones en la Copa Mundial de Clubes de la FIFA: 2

Mejor posición: Sexto (temporada 2012)
Mejor posición: Sexto (temporada 2020)

### Denominaciones
- 1983 a 1994: Hyundai Horang-i (현대 호랑이)
- 1995 a 2007: Ulsan Hyundai Horang-i (울산 현대 호랑이)
- 2008 a 2023: Ulsan Hyundai Football Club (울산 현대 FC)
- Desde 2024: Ulsan HD Football Club (울산 HD FC)

## Participación internacional en torneos AFC y FIFA

#### Por competición
Nota: En negrita competiciones activas.
| Competición                                        | Temp. | PJ | PG | PE | PP | GF  | GC  | Dif. | Puntos | Títulos | Subtítulos |
| -------------------------------------------------- | ----- | -- | -- | -- | -- | --- | --- | ---- | ------ | ------- | ---------- |
| Liga de Campeones de la AFC                        | 11    | 84 | 51 | 15 | 18 | 156 | 98  | +58  | 168    | 2       | –          |
| Copa Mundial de Clubes de la FIFA                  | 2     | 4  | 0  | 0  | 4  | 5   | 11  | -6   | 0      | –       | –          |
| Recopa de la AFC                                   | 1     | 6  | 4  | 0  | 2  | 11  | 7   | +4   | 12     | –       | –          |
| Total                                              | 14    | 94 | 55 | 15 | 24 | 172 | 116 | +56  | 180    | 2       | 0          |
| Actualizado a la Liga de Campeones de la AFC 2022. |       |    |    |    |    |     |     |      |        |         |            |

#### Participaciones
- Liga de Campeones de la AFC (13): 1997-98, 2006, 2009, 2012, 2014, 2017, 2018, 2019, 2020, 2021, 2022, 2023-24, 2024-25

- Copa Mundial de Clubes de la FIFA (3): 2012, 2020, 2025

- Recopa de la AFC (1): 1996-97.

## Palmarés

### Torneos nacionales
- K League 1 (5): 1996, 2005, 2022, 2023, 2024.
- Korean FA Cup (1): 2017.
- Copa de la Liga de Corea (5): 1986, 1995, 1998 (primavera), 2007, 2011.
- Supercopa de Corea (1): 2006.

### Torneos internacionales
- Liga de Campeones de la AFC (2): 2012, 2020.
- Copa de Campeones A3 (1): 2006. (No oficial)